# Dave Grusin
Robert David Grusin (Littleton, 26 giugno 1934) è un compositore e pianista statunitense.

## Biografia
È un famoso compositore di colonne sonore cinematografiche, pianista jazz ed arrangiatore.
È autore di più di cento colonne sonore. Ha vinto l'Oscar per Milagro.
Tra i suoi lavori più famosi si possono annoverare I tre giorni del condor, Sul lago dorato,  I favolosi Baker, Il campione (per il quale ha ricevuto una nomination all'Oscar), Havana, Il paradiso può attendere, Tootsie (per il quale ha ricevuto una nomination per la miglior canzone originale, It Might Be You), Ocean's Twelve, Destini incrociati, Scomodi omicidi, In the gloaming, Tequila Connection, Ishtar, The Goonies, Innamorarsi, Il cavaliere elettrico, Ricominciare a vivere, Il socio.
Attualmente sono in commercio circa 35 CD di Dave Grusin che riguardano colonne sonore ma anche musiche di grandi autori del novecento come George Gershwin, Duke Ellington e Henry Mancini.
Assieme a Larry Rosen, fonda nel 1982 la GRP Record, etichetta di musica jazz. Nel 1994 l'etichetta viene ceduta alla MCA Records, che poi cambierà nome in Universal Music Group.
Nel 1997 Grusin e Rosen fondarono una nuova etichetta, la N2K Encoded Music, specializzata in smooth jazz.
Dave è il padre dell'editore musicale Stuart e fratello del tastierista Don Grusin.

## Filmografia parziale
- Il laureato (The Graduate), regia di Mike Nichols (1967)
- L'urlo del silenzio (The Heart Is a Lonely Hunter), regia di Robert Ellis Miller (1968)
- Candy e il suo pazzo mondo (Candy), regia di Christian Marquand (1968)
- Lo specchio della follia (The Mad Room), regia di Bernard Girard (1969)
- La gang che non sapeva sparare (The Gang That Couldn't Shoot Straight), regia di James Goldstone (1971)
- ...e tutto in biglietti di piccolo taglio (Fuzz), regia di Richard A. Colla (1972)
- I tre giorni del Condor (Three Days of the Condor), regia di Sydney Pollack (1975)
- Yakuza (The Yakuza), regia di Sydney Pollack (1975)
- Invito a cena con delitto (Murder by Death), regia di Robert Moore (1976)
- Il prestanome (The Front), regia di Martin Ritt (1976)
- Quella pazza famiglia Fikus (Fire Sale), regia di Alan Arkin (1977)
- Un attimo, una vita (Bobby Deerfield), regia di Sydney Pollack (1977)
- Mister Miliardo (Mr. Billion), regia di Jonathan Kaplan (1977)
- Goodbye amore mio! (The Goodbye Girl), regia di Herbert Ross (1977)
- Il paradiso può attendere (Heaven Can Wait), regia di Warren Beatty e Buck Henry (1978)
- ...e giustizia per tutti (...And Justice for All), regia di Norman Jewison (1979)
- Il cavaliere elettrico (The Electric Horseman), regia di Sydney Pollack (1979)
- Il campione (The Champ), regia di Franco Zeffirelli (1979)
- Sul lago dorato (On Golden Pond), regia di Mark Rydell (1981)
- Papà, sei una frana (Author! Author!), regia di Arthur Hiller (1982)
- In gara con la luna (Racing with the Moon), regia di Richard Benjamin (1984)
- La tamburina (The Little Drummer Girl), regia di George Roy Hill (1984)
- Innamorarsi (Falling in Love), regia di Ulu Grosbard (1984)
- Il Papa del Greenwich Village (The Pope of Greenwich Village), regia di Stuart Rosenberg (1984)
- I Goonies (The Goonies), regia di Richard Donner (1985)
- A cuore aperto (St. Elsewhere) - serie TV (1982-1988)
- Il grande cuore di Clara (Clara's Heart), regia di Robert Mulligan (1988)
- Tequila Connection (Tequila Sunrise), regia di Robert Towne (1988)
- Milagro (The Milagro Beanfield War), regia di Robert Redford (1988)
- I favolosi Baker (The Fabulous Baker Boys), regia di Steve Kloves (1989)
- Un'arida stagione bianca (A Dry White Season), regia di Euzhan Palcy (1989)
- Havana, regia di Sydney Pollack (1990)
- Il falò delle vanità (The Bonfire of Vanities), regia di Brian De Palma (1990)
- Giorni di gloria... giorni d'amore (For the Boys), regia di Mark Rydell (1991)
- Il socio (The Firm), regia di Sydney Pollack (1993)
- Amici per sempre (The Cure), regia di Peter Horton (1995)
- Scomodi omicidi (Mulholland Falls), regia di Lee Tamahori (1996)
- Selena, regia di Gregory Nava (1997)
- Ricominciare a vivere (Hope Floats), regia di Forest Whitaker (1998)
- Recount, regia di Jay Roach (2008) - Film TV